# Discographie d'Ike and Tina Turner
La discographie du duo américain Ike and Tina Turner se compose principalement de 12 albums studio, et 4 autres live en plus de 5 compilations durant toute leur démarche artistique commençant depuis 1960.
Le guitariste Ike Turner et sa femme Tina Turner connaissent leur premier succès grâce au single A Fool in Love (en) sorti en 1960. Ensuite ils enregistrent une nouvelle chanson sous la direction de Phil Spector intitulée River Deep, Mountain High qui connait un succès mondial, d'ailleurs, cette chanson est classée no 3 en Angleterre.
Après ce grand succès, les deux époux enregistrent plusieurs albums sous de multiples labels.
Mais en 1976, le couple se sépare, Ike et Tina Turner reprennent leurs carrières solo. Après cette séparation Tina Turner devient grâce au succès de ses albums, la « reine du rock'n'roll » avec des ventes dépassant 180 000 000 albums, par contre Ike rencontre plusieurs échecs mais remporte enfin avant sa mort le Grammy Award du meilleur album de blues traditionnel.

## Albums

### Albums Studio
| Titre                                | Date de sortie |
| ------------------------------------ | -------------- |
| The Soul of Ike and Tina Turner      | 1960           |
| Don't Play Me Cheap                  | 1963           |
| It's Gonna Work Out Fine             | 1963           |
| River Deep, Mountain High            | 1966           |
| Outta Season                         | 1969           |
| The Hunter                           | 1969           |
| Come Together                        | 1970           |
| Workin' Together                     | 1971           |
| Nuff Said                            | 1972           |
| Feel Good                            | 1973           |
| Nutbush City Limits                  | 1973           |
| The Gospel According to Ike and Tina | 1974           |

### Albums Live
| Titre                                                | Date de sortie |
| ---------------------------------------------------- | -------------- |
| - Live! The Ike and Tina Turner Show                 | 1955           |
| What You Hear Is What You Get: Live At Carnegie Hall | 1971           |
| Live à l'Olympia                                     | 1971           |
| The World of Ike and Tina Turner                     | 1973           |

## Compilations
| Titre                                       | Date de sortie |
| ------------------------------------------- | -------------- |
| Proud Mary: The Best of Ike and Tina Turner | 1991           |
| Proud Mary and Other Hits                   | 1992           |
| Funkier Than a Mosquito's Tweeter           | 2002           |
| The Ike and Tina Turner Story               | 1960 - 1975    |
| The Great Rhythm & Blues Sessions           | 1991           |

## Singles
- A Love Like Yours (Don't Come Knocking Everyday)
- I've Been Loving You Too Long
- The Hunter
- Come Together
- I Want to Take You Higher
- Proud Mary
- Nutbush City Limits